# Ereshkigal Corona
L'Ereshkigal Corona è una struttura geologica della superficie di Venere.